# 卡尔-埃里克·霍尔姆贝里
卡尔-埃里克·霍尔姆贝里（瑞典語：Carl-Erik Holmberg，1906年7月17日—1991年6月5日），瑞典男子足球运动员，司职前锋，所属俱乐部是奧基迪體育會。他曾代表瑞典国家队参加1934年国际足联世界杯，结果队伍获得第八名。